# عزرا سولومون
عزرا سولومون (بالإنجليزية: Ezra Solomon)‏ هو اقتصادي أمريكي، ولد في 20 مارس 1920 في يانغون في ميانمار، وتوفي في 9 ديسمبر 2002.

## وصلات خارجية
- عزرا سولومون على موقع إن إن دي بي (الإنجليزية)